# NATE MSL 2009
NATE MSL 2009 (네이트 MSL 2009)는 18차 MSL이며 KPGA투어까지 포함하면 26번째 MSL이다. 네이트가 2002년 NATE 온게임넷 스타리그 이후 7년 만에 개인리그 스폰서를 맡게 되었다.

## 리그기간
- 2009년 11월 26일 ~ 2010년 1월 23일

## 대회 개요

### 후원
MSL 후원은 처음이지만, 2002년 NATE 온게임넷 스타리그 후원 이후, 7년만에 MSL에 다시 후원하였다. SK커뮤니케이션즈㈜ 최영훈 CMO는 “MSL과 네이트(NATE)는 젊음, 게임, 엔터테인먼트라는 코드를 공통점으로 갖고 있고, 그만큼 젊은이들에게 경쟁력 있는 문화 콘텐츠로서의 가치를 충분히 갖췄다고 판단해 후원을 결정했다”며 소감을 전했다.

### 대회 방식

#### 조지명식
- MSL 출전 선수는 지난 시즌 시드권자 8인과 서바이버 토너먼트를 통해 올라온 24인 총 32명으로 구성되며, 조지명식은 프링글스 MSL 시즌 1부터 적용된 스틸 드래프트 방식으로 진행한다. NATE MSL에서부터 지명권의 가치를 높이는 차원에서 지명권의 숫자가 조정되었다. 32강 각 조에는 두 명의 선수가 고정된다. 17~32번 시드의 지명권 행사는 이전과 동일하다. 하지만 9~16번 시드는 고정된 자리에서 자신의 옆 선수만을 바꿀 수 있다. 3~8번 시드는 대진표를 최대 한 번, 2번 시드는 대진표를 최대 두 번 바꿀 수 있다.

- 지난 시즌 MSL 우승자이자 1번 시드인 김윤환은 자신의 차례에서 최대 두 번 대진표를 바꿀 수 있다. 동시에 조지명식 최초로 '중간 지명권'이 1회 주어진다. 디펜딩 챔피언이 조지명식 중간에 주목 받지 못한다는 지적에 따라 만들어졌다. 2번 시드인 한상봉이 지명권을 행사하기 전까지 어느 때든 1회 사용할 수 있다. 단, 중간 지명권은 최종 지명권 행사 시에는 사용할 수 없다. 2번 시드 지명권 행사 이전까지만 사용 가능하다.

조지명 순서는 시드권자는 시드권 순위로 나머지 24인은 MSL성적과 MSL 진출횟수, MBC게임 개인리그 다승/승률, KeSPA 랭킹을 토대로 결정한다
- 조지명순서 <시드별 지명권한>
  - 17~32번 시드- 빈 자리 중 자신의 자리 선택
  - 16~9번 시드- 자신의 옆자리 변경 가능
  - 8~3번 시드- 대진표를 최대 한 번 변경 가능
  - 2번 시드- 대진표를 최대 두 번 변경 가능
  - 1번 시드- 대진표를 최대 두 번 변경 가능, 추가로 중간 지명권 한 번 존재 (단 중간 지명권은 마지막 지명시 사용할 수 없다)

#### 본선
- 지난 시즌에는 분리형 32강 듀얼 방식으로 진행하였으나, 다시 원데이 듀얼 방식으로 복귀했다.

### 대회 일정
- 조지명식 : 2009년 11월 19일
- 32강 : 2009년 11월 26일 ~ 2009년 12월 10일 (매주 목요일 오후 5시와 7시 30분 2개조, 토요일 오후 6시 30분 1개조 진행)
- 16강 : 2009년 12월 17일 ~ 2009년 12월 26일 (매주 목요일 오후 6시 30분, 토요일 오후 5시 진행)
- 8강 : 2009년 12월 31일 ~ 2010년 1월 9일 (매주 목요일 오후 6시 30분, 토요일 오후 5시 진행)
- 4강 : 2010년 1월 14일 ~ 2010년 1월 16일 (목요일 오후 6시 30분, 토요일 오후 5시 진행)
- 결승전 : 2010년 1월 23일 (토요일 오후 5시)

### 상금
- 모상금규모 - 총 1억 1600만원
- 우승 - 5000만원
- 준우승 - 2000만원
- 3위/4위 - 500만원
- 32강에 진출한 모든 선수를 차등 지급한다.

### 경기장
- 본선 : 문래동 Loox 히어로 센터
- 결승전 : MBC 여의도 본사 D공개홀

### 스폰서 캐치프레이즈
- 시맨틱으로 한 방에 검색되는 네이트

## 맵
- Odd-eye - 본진간의 직선거리를 기준으로 1사분면 지역은은 평지 지형, 3사분면 지역은 구릉지 지형으로 된 복합 전략형 맵이다.
- Ultimatum - 힘싸움 맵으로 앞마당 이후에 먹는 가스멀티는 모두 섬으로 되어 있다, 그리고 중후반 폭발적인 물량전을 대비해 본진의 입구는 넓게 만들었으며 중립건물과 미네랄을 배치해 중립건물을 깨면 넓게 되도록 설계하였다.
- 프로리그맵에서는 매치포인트와 투혼이 사용된다.

## 리그 BGM
- 타이틀곡 : Simple Plan(심플 플랜) - The End
- 경기 종료후: Samael - Dark Side
- 결승전 타이틀곡: 심플 플랜 - Take My Hand (EVER 스타리그 2008 선수 소개곡)

## 서바이버 토너먼트
- 원데이 듀얼방식으로 회귀하여 치러져, 24명이 진출하였다.

| 1조    | 1조    | 2조    | 2조    | 3조    | 3조    | 4조    | 4조    | 5조    | 5조    | 6조    | 6조    |
| ------ | ------ | ------ | ------ | ------ | ------ | ------ | ------ | ------ | ------ | ------ | ------ |
| 김대엽 | 문성진 | 진영수 | 박재혁 | 진영화 | 김동현 | 도재욱 | 김재춘 | 이영호 | 조일장 | 민찬기 | 박성준 |
| 7조    | 7조    | 8조    | 8조    | 9조    | 9조    | 10조   | 10조   | 11조   | 11조   | 12조   | 12조   |
| 송병구 | 박지수 | 김구현 | 임정현 | 이재호 | 이영한 | 신대근 | 허영무 | 마재윤 | 김승현 | 이신형 | 김상욱 |

## 32강
약간 변경된 스틸 드래프트 방식으로 지명되었으며, 기존의 원데이 듀얼 방식으로 회귀하였다.
| 조  | 1경기  | 1경기  | 2경기  | 2경기  | 승자전 | 승자전 | 패자전 | 패자전 | 최종전 | 최종전 |
| A조 | 김윤환 | 도재욱 | 이재호 | 박지수 | 도재욱 | 박지수 | 김윤환 | 이재호 | 박지수 | 이재호 |
| B조 | 한상봉 | 김상욱 | 이영한 | 진영수 | 한상봉 | 진영수 | 김상욱 | 이영한 | 진영수 | 이영한 |
| C조 | 변형태 | 김동현 | 신대근 | 이영호 | 김동현 | 이영호 | 변형태 | 신대근 | 김동현 | 변형태 |
| D조 | 이제동 | 임정현 | 김대엽 | 박성준 | 이제동 | 김대엽 | 임정현 | 박성준 | 김대엽 | 박성준 |
| E조 | 고인규 | 조일장 | 진영화 | 송병구 | 조일장 | 진영화 | 고인규 | 송병구 | 진영화 | 고인규 |
| F조 | 김택용 | 김승현 | 이신형 | 마재윤 | 김승현 | 이신형 | 김택용 | 마재윤 | 이신형 | 김택용 |
| G조 | 김명운 | 박재혁 | 문성진 | 김구현 | 박재혁 | 김구현 | 김명운 | 문성진 | 박재혁 | 김명운 |
| H조 | 김정우 | 민찬기 | 김재춘 | 허영무 | 민찬기 | 허영무 | 김정우 | 김재춘 | 민찬기 | 김재춘 |

## 16강~
- 8강부턴 KeSPA 랭킹에 의한 재배치가 이루어졌으므로 편의에 따라 보기 좋게 16강 조의 위치도 배정하였다.

|  | 16강전 | 16강전 |        |   | 8강전      | 8강전      |  |  | 준결승전 | 준결승전 |  |  | 결승전 | 결승전 |
|  |        |        |        |   |            |            |  |  |          |          |  |  |        |        |
|  |        |        |        |   |            |            |  |  |          |          |  |  |        |        |
|  |        |        |        |   |            |            |  |  |          |          |  |  |        |        |
|  | 이제동 | 2      |        |   |            |            |  |  |          |          |  |  |        |        |
|  | 이제동 | 2      |        |   |            |            |  |  |          |          |  |  |        |        |
|  | 김재춘 | 0      |        |   |            |            |  |  |          |          |  |  |        |        |
|  | 김재춘 | 0      | 이제동 | 3 |            |            |  |  |          |          |  |  |        |        |
|  |        |        | 이제동 | 3 |            |            |  |  |          |          |  |  |        |        |
|  |        | 김대엽 | 0      |   |            |            |  |  |          |          |  |  |        |        |
|  | 허영무 | 김대엽 | 0      | 1 |            |            |  |  |          |          |  |  |        |        |
|  | 허영무 |        |        | 1 |            |            |  |  |          |          |  |  |        |        |
|  | 김대엽 | 2      |        |   |            |            |  |  |          |          |  |  |        |        |
|  | 김대엽 | 2      | 이제동 | 3 |            |            |  |  |          |          |  |  |        |        |
|  |        |        | 이제동 | 3 |            |            |  |  |          |          |  |  |        |        |
|  |        | 김구현 | 0      |   |            |            |  |  |          |          |  |  |        |        |
|  | 김구현 | 김구현 | 0      | 2 |            |            |  |  |          |          |  |  |        |        |
|  | 김구현 |        |        | 2 |            |            |  |  |          |          |  |  |        |        |
|  | 김동현 | 0      |        |   |            |            |  |  |          |          |  |  |        |        |
|  | 김동현 | 0      | 김구현 | 3 |            |            |  |  |          |          |  |  |        |        |
|  |        |        | 김구현 | 3 |            |            |  |  |          |          |  |  |        |        |
|  |        | 진영수 | 1      |   |            |            |  |  |          |          |  |  |        |        |
|  | 김승현 | 진영수 | 1      | 0 |            |            |  |  |          |          |  |  |        |        |
|  | 김승현 |        |        | 0 |            |            |  |  |          |          |  |  |        |        |
|  | 진영수 | 2      |        |   |            |            |  |  |          |          |  |  |        |        |
|  | 진영수 | 2      | 이제동 | 3 |            |            |  |  |          |          |  |  |        |        |
|  |        |        | 이제동 | 3 |            |            |  |  |          |          |  |  |        |        |
|  |        | 이영호 | 1      |   |            |            |  |  |          |          |  |  |        |        |
|  | 한상봉 | 이영호 | 1      | 2 |            |            |  |  |          |          |  |  |        |        |
|  | 한상봉 |        |        | 2 |            |            |  |  |          |          |  |  |        |        |
|  | 이신형 | 1      |        |   |            |            |  |  |          |          |  |  |        |        |
|  | 이신형 | 1      | 한상봉 | 3 |            |            |  |  |          |          |  |  |        |        |
|  |        |        | 한상봉 | 3 |            |            |  |  |          |          |  |  |        |        |
|  |        | 이재호 | 0      |   |            |            |  |  |          |          |  |  |        |        |
|  | 조일장 | 이재호 | 0      | 0 |            |            |  |  |          |          |  |  |        |        |
|  | 조일장 |        |        | 0 |            |            |  |  |          |          |  |  |        |        |
|  | 이재호 | 2      |        |   |            |            |  |  |          |          |  |  |        |        |
|  | 이재호 | 2      | 한상봉 | 1 |            |            |  |  |          |          |  |  |        |        |
|  |        |        | 한상봉 | 1 |            |            |  |  |          |          |  |  |        |        |
|  |        | 이영호 | 3      |   | 3위 결정전 | 3위 결정전 |  |  |          |          |  |  |        |        |
|  | 도재욱 | 이영호 | 3      | 2 | 3위 결정전 | 3위 결정전 |  |  |          |          |  |  |        |        |
|  | 도재욱 |        |        | 2 |            |            |  |  |          |          |  |  |        |        |
|  | 고인규 | 0      |        |   |            |            |  |  |          |          |  |  |        |        |
|  | 고인규 | 0      | 도재욱 | 0 |            |            |  |  |          |          |  |  |        |        |
|  |        |        | 도재욱 | 0 |            |            |  |  |          |          |  |  |        |        |
|  |        | 이영호 | 3      |   |            |            |  |  |          |          |  |  |        |        |
|  | 이영호 | 이영호 | 3      | 2 |            |            |  |  |          |          |  |  |        |        |
|  | 이영호 |        |        | 2 |            |            |  |  |          |          |  |  |        |        |
|  | 김명운 | 1      |        |   |            |            |  |  |          |          |  |  |        |        |
|  | 김명운 | 1      |        |   |            |            |  |  |          |          |  |  |        |        |

## 결과
- 우승 : 이제동, 준우승 : 이영호, 3위 : 한상봉 · 김구현
- 한상봉 : 2승 + 2승1패 + 3승 + 1승3패 = 8승4패 (66.7%)
- 김구현 : 2승 + 2승 + 3승1패 + 3패 = 7승4패 (63.6%)

## 특이사항
- 이제동 양대 개인리그 역사상 최고승률우승(13승 1패)
- MSL에서 두번째이자 마지막으로 1패(13승 1패) 우승자가 나옴
- 김택용이 MSL 32강에서 두 번 도전했으나 모두 탈락한 1토스 3저그조에서 김대엽이 최초로 16강에 진출했다.
- 민찬기가 임요환, 이주영에 이어 세 번째로 공군 에이스 소속 선수로서 MSL에 본선에 진출했다.
- MBC게임 HERO 이재호가 5시즌 만에, STX SouL 김구현이 3시즌만에 8강 진출에 성공했다.
- 이번 분리형 8강전에서는 1경기 패자들이 모두 부담감을 극복 못하고 3:0(3번) 또는 3:1로 무너지자 많은 사람들이 1경기를 미리 치르는 방식의 폐지를 주장하고 있다.
- 이영호 데뷔 이후 첫 MSL 결승 진출
- 이영호 통산 5번째 양대리그 결승 동시진출 (EVER 스타리그 2009 & NATE MSL 2009)
- MSL의 전신인 KPGA 이후 8년 만에 서울 여의도 MBC D 공개홀에서 결승전이 펼쳐진다.
- 결승에서는 선수들이 가상스튜디오에서 경기를 펼치게 된다.[2]
- 결승전에서 선수들의 경기에 집중시키는 것에 비해 많은 e스포츠 팬이나 일반인들의 관람을 제한시켜(화승 OZ, KT 롤스터 팬들 관람 가능) 많은 e스포츠팬의 반발을 샀다.
- 양대리그 결승 최초 우세승(3세트 이제동 우세승) (이유: 3경기 이영호선수쪽 온풍기의 과열로 인한 정전으로 인한 이제동선수의 우세승)
- MSL 최초로 승부조작 사건이 일어남 - 32강 G조 문성진 VS 김구현 - 문성진가담 , 8강 진영수 VS 김구현 - 진영수가담

## 방송사고
결승전 정전사고로 인한 우세승 판정 및 그에 대한 KT 측의 불복, 철수, 승복으로 이어진 경기중단 사태와 그 외 각종 사건사고로 물의를 일으켰다. 리그가 끝난 직후 e스포츠 포털 사이트 포모스에서는 '최고의 축제를 완벽하게 망쳤다', '사상 최고의 선수들과 함께한 사상 최악의 무대'라는 평가를 내렸다.